# Glomma
Glomma (w górnym biegu Glåma) – najdłuższa rzeka Norwegii, położona w południowo-wschodniej części tego kraju. Długość – 611 km, powierzchnia zlewni – 41,8 tys. km².
Glomma wypływa z jeziora Aursunden, a uchodzi do cieśniny Skagerrak, koło Fredrikstad. Występują liczne wodospady; najwyższy, Vammafoss, liczy 31 m wysokości. Występują elektrownie wodne. Rzeka używana jest również do spławu drewna.
Większe miasta położone nad rzeką: Fredrikstad, Sarpsborg, Kongsvinger, Elverum.
W sierpniu 2023, na skutek obfitych opadów deszczu wywołanych przez niż Hans, doszło do uszkodzenia zapory przy elektrowni wodnej Braskereidfoss. 